# Rhammatocerus cyanipes
Rhammatocerus cyanipes är en insektsart som först beskrevs av Fabricius 1775.  Rhammatocerus cyanipes ingår i släktet Rhammatocerus och familjen gräshoppor. Inga underarter finns listade i Catalogue of Life.